# Агріппова дорога

Римські дороги в Галлії

Агріппова дорога (лат. Via Agrippa) —  мережа римських доріг, збудована консулом Марком Віпсанієм Агріппою (звідки й отримала свою назву) в Галлії за дорученням імператора Октавіна. 
Загальна довжина доріг становила 13 000 миль (21 000 км).

## Проект Агріппи
Як відзначав Страбон, мережа складалась з радіальних доріг, що розходились з новозбудованого міста Лугдунума (лат. Lugdunum, зараз Ліон), і складалась таких частин
- дорога від Лугдунума через Сент до узбережжя Атлантичного океану;
- дорога до узбережжя Північного моря через Реймс, Бове та Ам'єн;
- дорога до Рейну через Трір, Кельн та Лангр:
- дорога на південь, в напрямку на Марсель.

Існують певні розбіжності щодо часу побудови дороги. За різними даними, дороги могли бути побудовані в 39-38 рр до н.е., в 22-22 рр до н.е. чи в 16-13 рр н.е.

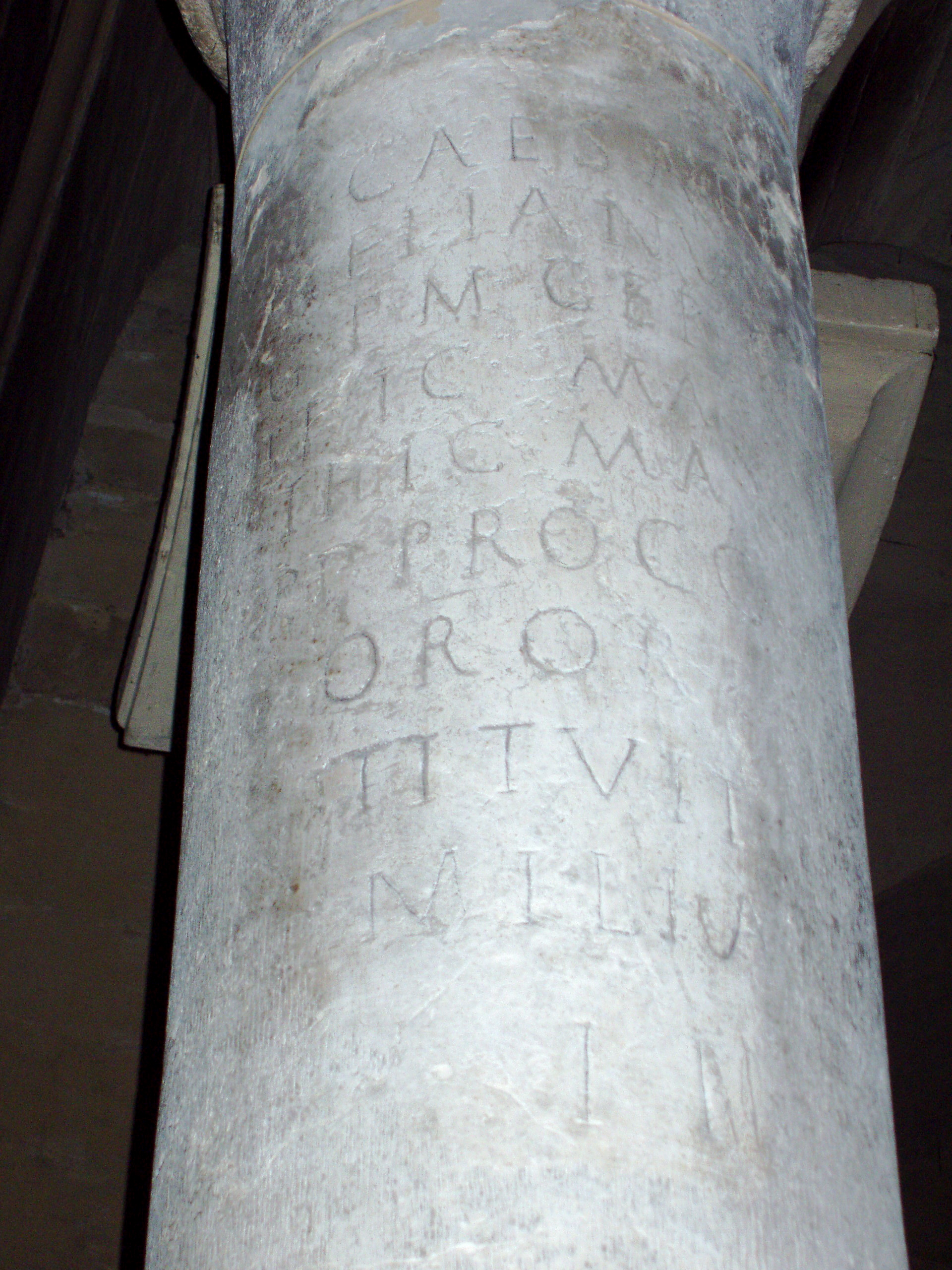
Міліарій у соборі Валанса.

## Міліарії
Як і вздовж інших римських доріг, вздовж Агріппової дороги були встановлені міліарії. На них були викарбувані імена імператорів чи інших політичних діячів, які збудували чи відремонтували дорогу, а також вказівники відстаней до найбільших міст.
На даний час залишились 22 камені, один з яких використали при будівництві кафедрального собору у Валансі, на якому зберігся напис, який можна прочитати
(Букви в дужках стерті або їх важко прочитати)
IMP(ERATOR) CAESAR L(UCIUS) DOMIT[IUS]
AURELIANU[S] P(IUS) [F](ELIX) INV[I]CT[US] 
[AU]G(USTUS) P(ONTIFEX) MA(XIMUS) GER[MANIC](US) [MAX](IMUS)
[GO]THIC(US) MA[X](IMUS) [CARPIC](US) [MAX](IMUS) ? 
[PAR]THIC(US) MA[X](IMUS) [TRIB](UNICIA) [POT](ESTATE) [VI CO](NSUL) ? 
[III] P(ATER) [P](ATRIA) PROCO(N)[S](UL) [PACATOR ET RES]
[TITUT]OR ORB(IS) [REFECIT ET]
[R]ESTITUIT […]
MILIA [PASSUUM]
I[I] II ?

Переклад: Імператор Цезар Луцій Доміцій Аврелій, благочестивий, щасливий, непереможний, август, первосвященик, завойовник германців, готів, карпів, парфян, призначений трибуном ... разів, консулом ... разів, батько нації, проконсул, відновник загального миру. Поновив дорогу 3 (або 4) милі